# Gymnastiek op de Olympische Zomerspelen 2024 – Sprong vrouwen
De Sprong voor de Vrouwen op de Olympische Zomerspelen 2024 in Parijs vond plaats op 28 juli (kwalificatie) en op 3 augustus (finale). De Amerikaanse Simone Biles won de Olympische medaille, het zilver was voor de Braziliaanse Rebeca Andrade, en de Amerikaanse Jade Carey behaalde de bronzen medaille.

## Format
Alle deelnemende turnsters moesten een kwalificatie-oefening turnen. De beste acht deelnemers gingen door naar de finale. Echter mochten er maximaal twee deelnemers per land in de finale komen. De scores van de kwalificatie werden bij de finale gewist, en alleen de scores die in de finale gehaald werden, telden.

## Uitslag
- D = D-Score; de moeilijkheidsgraad van de oefening
- E = E-score; de uitvoeringsscore van de oefening
- Straf; straffen die zijn gegeven door de jury
- Totaal; D-score + E-score - straf geeft de totaalscore
- De einduitslag werd gebaseerd op een gemiddeld van de twee sprongen.

### Kwalificatie
| Rang | Gymnast             | Gymnast | Sprong 1 | Sprong 1 | Sprong 1 | Sprong 1 | Sprong 2 | Sprong 2 | Sprong 2 | Sprong 2 | Totaal |    |
| Rang | Gymnast             | Gymnast | D        | E        | Straf    | Score 1  | D        | E        | Straf    | Score 2  | Totaal |    |
| ---- | ------------------- | ------- | -------- | -------- | -------- | -------- | -------- | -------- | -------- | -------- | ------ | -- |
| 1    | Simone Biles        | USA     | 6.4      | 9.400    |          | 15.800   | 5.6      | 9.200    |          | 14.800   | 15.300 | Q  |
| 2    | Rebeca Andrade      | BRA     | 5.6      | 9.400    | 0.100    | 14.900   | 5.0      | 9.466    |          | 14.466   | 14.683 | Q  |
| 3    | Jade Carey          | USA     | 5.6      | 9.166    | 0.100    | 14.666   | 5.0      | 9.200    |          | 14.200   | 14.433 | Q  |
| 4    | Jordan Chiles       | USA     | 5.0      | 9.333    |          | 14.333   | 4.8      | 9.300    |          | 14.100   | 14.216 | –  |
| 5    | Yeo Seo-jeong       | KOR     | 5.4      | 9.000    |          | 14.400   | 5.0      | 8.966    |          | 13.966   | 14.183 | Q  |
| 6    | An Chang-ok         | PRK     | 5.0      | 9.066    |          | 14.066   | 5.6      | 8.700    |          | 14.300   | 14.183 | Q  |
| 7    | Shallon Olsen       | CAN     | 5.6      | 8.833    |          | 14.433   | 5.0      | 8.900    |          | 13.900   | 14.166 | Q  |
| 8    | Ellie Black         | CAN     | 5.0      | 9.100    |          | 14.100   | 4.8      | 9.100    |          | 13.900   | 14.000 | Q  |
| 9    | Valentina Georgieva | BUL     | 5.0      | 9.166    |          | 14.166   | 4.8      | 9.033    |          | 13.833   | 13.999 | Q  |
| 10   | Alexa Moreno        | MEX     | 5.4      | 8.766    |          | 14.166   | 5.2      | 8.533    |          | 13.733   | 13.949 | R1 |
| 11   | Ming van Eijken     | FRA     | 5.4      | 8.833    |          | 14.233   | 4.4      | 8.933    |          | 13.333   | 13.783 | R2 |
| 12   | Csenge Bácskay      | HUN     | 5.0      | 8.900    |          | 13.900   | 4.8      | 8.833    |          | 13.633   | 13.766 | R3 |

Reserve
- Alexa Moreno   MEX
- Ming van Eijken  FRA
- Csenge Bácskay  HUN

Niet door wel voldoende punten
Slechts twee gymnasten uit elk land mogen door naar de finale. De gymnast die zich niet kwalificeerde voor de finale vanwege het quotum, maar wel voldoende hoge scores had om dat wel te doen, was:
- Jordan Chiles  USA

### Finale
| Rang   | Gymnast             | Gymnast | Sprong 1 | Sprong 1 | Sprong 1 | Sprong 1 | Sprong 2 | Sprong 2 | Sprong 2 | Sprong 2 | Totaal |
| Rang   | Gymnast             | Gymnast | D        | E        | Straf    | Score 1  | D        | E        | Straf    | Score 2  | Totaal |
| ------ | ------------------- | ------- | -------- | -------- | -------- | -------- | -------- | -------- | -------- | -------- | ------ |
| Goud   | Simone Biles        | USA     | 6.4      | 9.400    | 0.100    | 15.700   | 5.6      | 9.300    |          | 14.900   | 15.300 |
| Zilver | Rebeca Andrade      | BRA     | 5.6      | 9.500    |          | 15.100   | 5.4      | 9.433    |          | 14.833   | 14.966 |
| Brons  | Jade Carey          | USA     | 5.6      | 9.133    |          | 14.433   | 5.0      | 9.200    |          | 14.200   | 14.466 |
| 4      | An Chang-ok         | PRK     | 5.0      | 9.066    |          | 14.066   | 5.6      | 8.766    |          | 14.366   | 14.216 |
| 5      | Valentina Georgieva | BUL     | 5.0      | 9.100    |          | 14.100   | 4.8      | 9.066    |          | 13.866   | 13.983 |
| 6      | Ellie Black         | CAN     | 5.0      | 9.100    |          | 14.100   | 4.8      | 8.966    |          | 13.766   | 13.933 |
| 7      | Yeo Seo-jeong       | KOR     | 5.4      | 8.766    |          | 14.166   | 5.0      | 7.666    |          | 12.666   | 13.416 |
| 8      | Shallon Olsen       | CAN     | 5.6      | 8.500    |          | 14.100   | 5.0      | 7.633    |          | 12.633   | 13.366 |

1952: Jekaterina Kalintsjoek ·
1956: Larissa Latynina ·
1960: Margarita Nikolajeva ·
1964: Věra Čáslavská ·
1968: Věra Čáslavská ·
1972: Karin Janz ·
1976: Nelli Kim ·
1980: Natalja Sjaposjnikova ·
1984: Ecaterina Szabo ·
1988: Svetlana Boginskaja ·
1992: Lavinia Miloşovici, Henrietta Ónodi ·
1996: Simona Amânar ·
2000: Jelena Zamolodtsjikova ·
2004: Monica Roșu ·
2008: Hong Un-Jong ·
2012: Sandra Izbașa ·
2016: Simone Biles ·
2020: Rebeca Andrade ·
2024: Simone Biles